# Trevor Hoffman

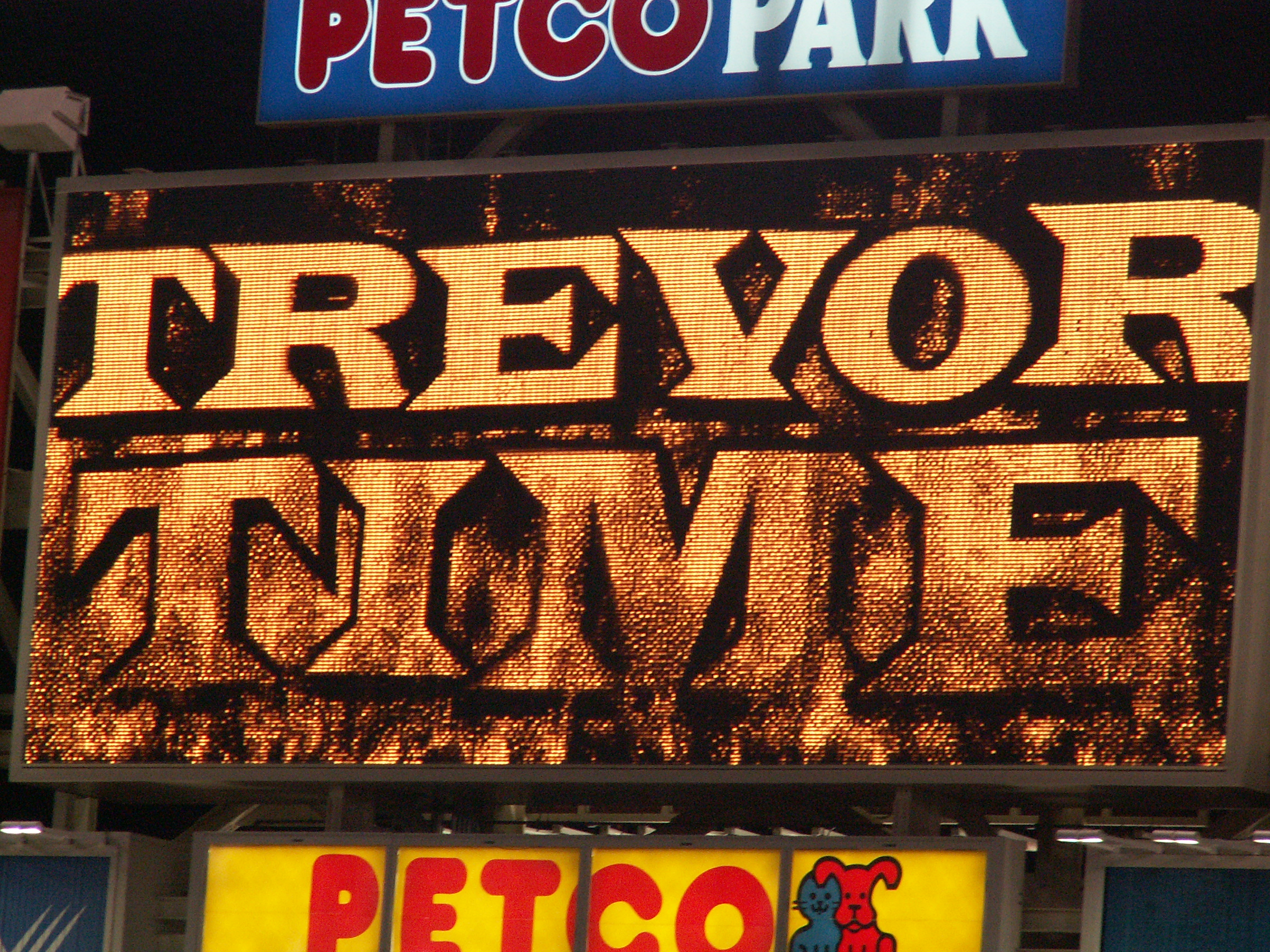
Trevor Time in PETCO Park, San Diego

Trevor William Hoffman (* 13. Oktober 1967 in Bellflower, Kalifornien) ist ein ehemaliger US-amerikanischer Baseballspieler. Er spielte 1993 bis 2008 bei den San Diego Padres als Closing-Pitcher, bevor er zu den Milwaukee Brewers wechselte. Seit Ende der Saison 2010 ist er Free Agent. 2018 wurde Hoffman in die Baseball Hall of Fame aufgenommen.

## Karriere
Hoffman wurde 1989 von den Cincinnati Reds als Shortstop gedraftet, zwei Jahre später aber zum Pitcher umfunktioniert. Bis 1992, als von den Florida Marlins eingestellt wurde, spielte er in einem Minor-League-Team der Reds in Charleston. Mitte der Saison 1993 wechselte er zu den Padres, wo er bis 2008 spielte. 2009 und 2010 spielte er als Relief Pitcher für die Milwaukee Brewers. In der Saison 2010 musste er seinen Posten als Closer allerdings an John Axford abgeben. Anfang November 2010 gaben die Brewers bekannt, dass sie eine Option zur Verlängerung des Vertrages um ein Jahr nicht wahrnehmen werden; dadurch wurde Hoffman zum Free Agent.
Hoffman ist mit 601 Saves zweiter der ewigen Bestenliste. Sein 478. Save am 23. September 2006 in einem Heimspiel gegen die Pittsburgh Pirates ließ ihn mit dem bis dahin führenden Lee Smith gleichziehen. Nur einen Tag später, am 24. September 2006, passenderweise beim letzten Heimspiel der regulären Saison, ging Trevor Hoffman als bester Closer aller Zeiten in die Geschichtsbücher ein, als er, wie tags zuvor, beim Stand von 2-1 im 9. Inning ohne größere Probleme den Sieg der Padres gegen die Pittsburgh Pirates sicherte. Seinen 500. Save erreichte er am 6. Juni 2007; seinen 600. am 7. September 2010. Am 19. September 2011 übertraf Mariano Rivera den Rekord von Hoffman mit seinem 602. Save im Spiel gegen die Minnesota Twins.
Als sein unverkennbares Markenzeichen hat sich der Song Hell's Bells von AC/DC etabliert, der bei seiner Einwechslung gespielt wird. Hoffmans Changeup-Pitch gehört zu den allerbesten in der Liga. Trotz seines Blown-Save im All Star Game 2006 genießt Hoffman den Ruf, einer der besten Closer aller Zeiten zu sein, der womöglich nur mit Mariano Rivera noch zu vergleichen wäre.  Als einer der wenigen professionellen Baseballpitcher gelingt es ihm trotz nachlassender Wurfgeschwindigkeit (von weit über 90 mph auf etwa 85 mph) im Alter nicht nur sein Niveau zu halten, sondern sich sogar noch einmal zu steigern.

## Privatleben
Hoffman ist verheiratet und hat mit seiner Frau Tracy drei Söhne.